# 2007至2008年纳兹科群震
2007至2008年纳兹科群震是於2007年10月9日至2008年6月12日发生在加拿大不列颠哥伦比亚中部内陆地广人稀纳兹科地区的一系列火山地震，其黎克特制地震震級均小于4级，属于小型火山地震。这些地震都发生在一个小型的火山渣锥以西，该火山上一次喷发是在7200年前。
纳兹科群震没有造成财产损失和人员伤亡，由于震级很小，人类通常也感觉不到，只有当地的地震仪有将之记录下来。群震发生在已知厄纳希姆火山带的东部尽头。这是一个从不列颠哥伦比亚中段海岸延伸至中部内陆的东西走向火山带。

## 地质背景
2007至2008年纳兹科群震被认为源自地表以下25公里。地震波的性质显示群震源于岩浆活动。它可能是一个岩脉顶端岩石破裂的结果，还可能是由于岩浆的流动和扩散引起当地应力场的变化，进而导致断层位面出现移动所造成。这种岩浆活动可能与厄纳希姆热点有关，这个地函热柱又可能与厄纳希姆火山带以前的火山活动有联系。这一火山带包括了一系列位于纳兹科群震地区以西的盾状火山。这些火山中通常越往西的就越为古老，这意味着北美洲板块正在向西面的热点方向移动，与这些火山一起平均每年移动了20至33毫米。由于2007至2008年纳兹科群震的源头位于火山带的东部尽头，这有可能代表了最近期的一部分热点轨迹。并意味着未来的火山地震将发生在纳兹科地区，或更久远的将来会发生在以东地区。

厄纳希姆火山带包括了多个山脉，2007至2008年纳兹科地震就发生在纳兹科火山渣锥和Itcha山脉之间

在此次纳兹科群震发生前，人们并不知道厄纳希姆热点是一个地震区。10月10日发生了群震，这些地震中大部分的黎克特制地震震級都没有超过1.0级，但至少有一次达到了3.9级。自纳兹科群震开始出现后，加拿大自然资源部对其邻近已有7200年历史的纳兹科火山渣锥进行了关注和研究。
尽管群震有一定的危险性，科学家们还是得以对这类事件加以模拟来对其结构进行分析。2007年群震期间，一组科学对火山爆发的可能性进行了调查。震区内另外增加了5个地震仪，科学家对地震活动进行密切监控。收集了额外的数据后，来自美国地质调查局、华盛顿大学及其他组织的科学家达成共识，纳兹科群震可能源于纳兹科火山渣锥附近地表以下的岩浆活动。不过考虑到地震的次数和级别，不大可能会有火山爆发。北美洲近期发生的其它由岩浆活动引致的地震都没有导致火山爆发，其中包括2003年在美国加利福尼亚州太浩湖下发生的地震，以及2004年在美国俄勒冈州东部发生的群震。

## 地震次数

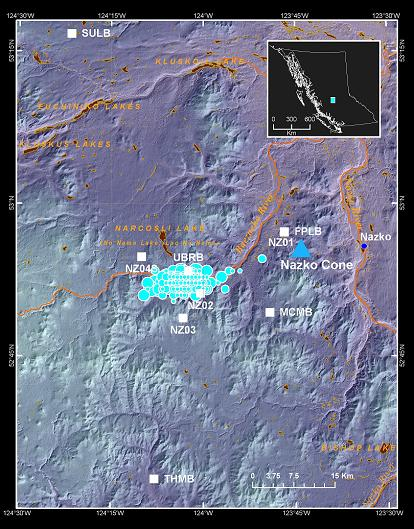
重叠的青色圆圈代表纳兹科群震发生的相关位置

从2007年10月20日开始的三个星期内，地区地震仪网络一共记录到了超过1000次地震。由于记录纳兹科群震的地震仪距地震发生地点有超过25公里远，因此震源的具体位置数据并不精确。地震发生后，加拿大地质调查局从2007年9月到2008年6月分别放置了5个距震中更近的地震仪。对之后放置的这些地震仪数据分析的结果显示地震的次数还要多得多。比如在短短的6个小时里就发生了至少597次地震。
纳兹科群震中至少包括有两系列的群震。其中第一波发生在2007年10月29日至11月1日，共计发生了153次地震。第二波发生在2007年9月25日和2008年6月12日之间，共计发生了4428次地震。科学家将这两波群震的数据进行交叉对比来了解群震发展的变化。地震活动开始时的皮尔逊积矩相关系数为1.0左右，这表明两波群震的情况几乎相同，然后降低至0.5左右，显示出两波群震后期阶段都有着类似的衰减。

## 科学应对
地震开始3天后，《乔城王子公民报》于2007年10月12日进行了报道，文中提到的科学家是加拿大自然资源部的约翰·卡塞迪（John Cassidy）和加拿大地质调查局的火山学家凯瑟琳·希克森（Catherine Hickson）。报道发表时，科学家还不知道群震的源头。地震学家约翰·卡塞迪表示，“（震源的）深度足以排除热液的因素，但其成因究竟是火山活动还是构造变化仍无法确定。如果是火山活动，那可以预料到会有一定的特性出现，其中有一个震颤的特性。所以我们会继续对事件类型进行关注，留意是否有接近地表的火山活动，或者是否存在地层移动”。
即使纳兹科群震是一次火山喷发的前兆，希克森也认为这一喷发不大可能会像发生在隐没带火山的喷发那样重大。“我们面对的不是像1980年圣海伦火山爆发那样把数吨火山灰喷发到数千米空中那样的事件，也不是1991年皮纳图博火山爆发那样的情况。这是一次非常轻微的，相对本地化的有限冲击……但还是会非常刺激。”她还表示，如果发生一次爆发，将有可能出现一个岩浆喷泉，把岩浆喷到100米高的空中。这种情况与夏威夷比较类似。希克森认为一次纳兹科喷发将可能成为一个旅游景点，但也警告在喷发过程中将会有二氧化碳和二氧化硫之类的有毒气体释放出来。

## 后续影响
由于地震开始时没有任何地震仪足够接近纳兹科群震带，加拿大自然资源部的工作人员因此将地震仪放置到这一区域，以便将来可以对附近地区发生的地震进行更清晰的监测。这里也建立了一个次声站，来对人类通常不能听到的声音如次声波进行测量。这些监测站可以探测到火山爆发及火山口释放的气体，并与其它地理数据结合来对火山内的物质流动加以监控。加拿大自然资源部的工作人员还造访了两个临近的居民区，更新有关此次群震的信息，收集样本，并对一些更缺乏研究的纳兹卡地区火山沉积物加以考察。他们还在群震期间测试了二氧化碳水平。二氧化碳通常会从火山活动地区的断层予以释放，可以在土壤和雪下收集到。因此可以通过二氧化碳的浓度来提供地下火山活动的信息。纳兹卡群震没有造成任何明显的二氧化碳排放，这一般都意味着不会出现火山爆发。

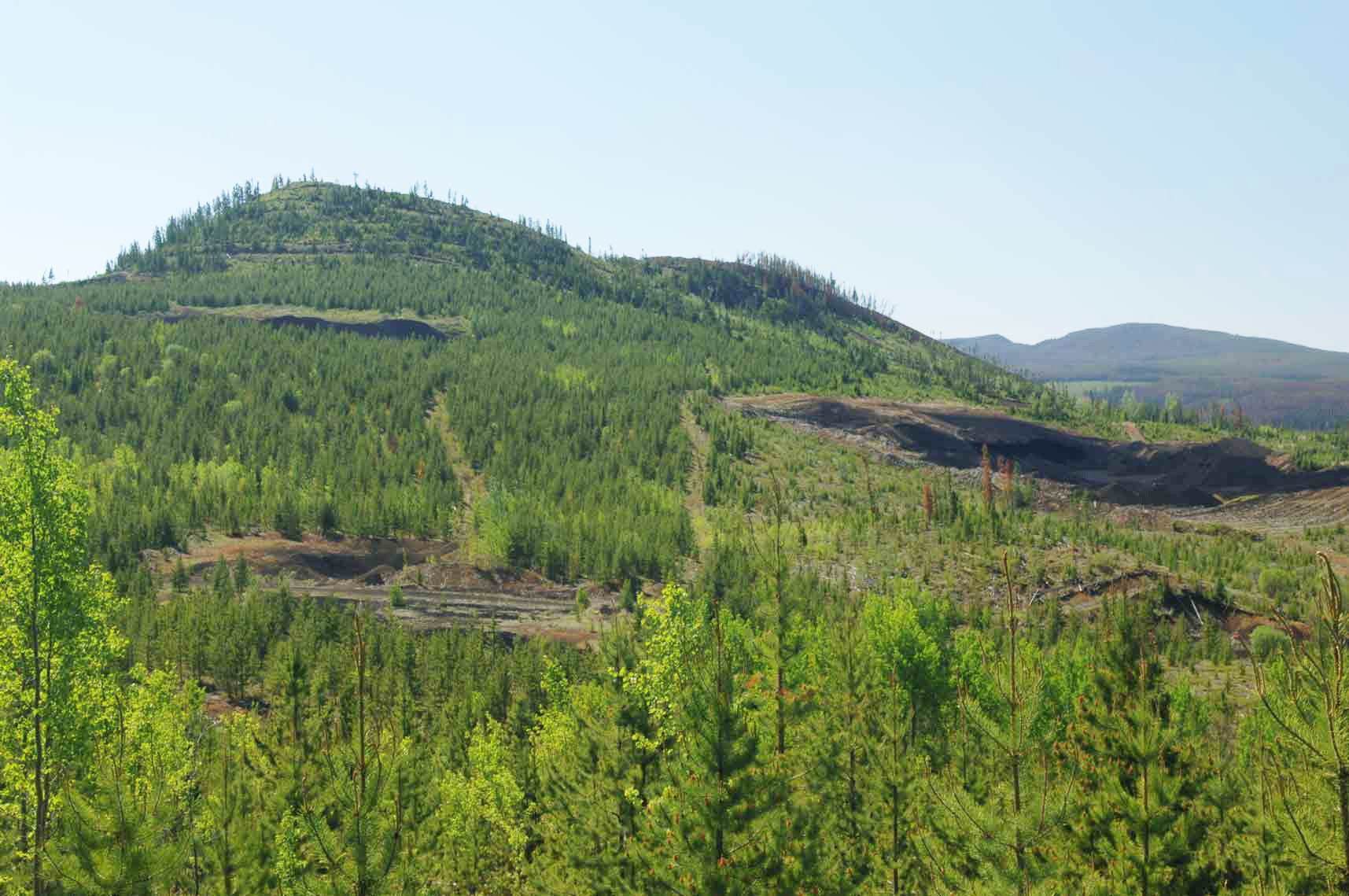
纳兹科火山渣锥位于2007至2008年纳兹科群震地区附近

2007至2008年纳兹科群震是不列颠哥伦比亚境内火山附近发生的多次地震活动之一。这些经历过火山地震的火山包括米格峰（17次）、凯利峰（4次）、加里波第峰（3次）、西尔弗索恩火山口（2次）、城堡石火山（两次）、胡多山（8次）等。地震数据显示这些火山中仍然含有活动状态的岩浆房，将来仍然有爆发的可能。虽然已有的数据还不足以得出明确结论，但这些观测结果表明加拿大境内的一些火山可能处于活动状态，有着显著的潜在危险。这些地震活动既与加拿大一些最年轻的火山有关，也与曾有过重大爆发活动的长寿火山有关，胡多山就是后者中的一个代表。
如果岩浆朝纳兹科地表上升，这里将发生新的群震，并且震级和次数都将大幅增加。在纳兹科地区的一次喷发可能会形成一个小型的火山渣锥，与7200年前纳兹科火山渣锥的形成过程类似。这类火山渣锥一旦爆发，其最直接的损害可能会是森林大火，同时如果形成了喷发柱，则附近的空中交通将需要转向。